# Humberto Martínez Bodero
Humberto Gabriel Martínez Bodero (Callao, Perú) fue un delantero del Club Atlético Chalaco, fue hermano del también futbolista y dirigente deportivo Claudio Martínez Bodero y padre del famoso narrador deportivo Humberto Martínez Morosini.

## Trayectoria
Sus inicios fueron en el Atlético Chalaco y luego pasó a Independencia de Arequipa. En 1929 retornó al Club Atlético Chalaco donde jugó como puntero izquierdo en el equipo campeón de la Primera División 1930.

## Clubes
| Club             | País | Año         |
| ---------------- | ---- | ----------- |
| Atlético Chalaco | Perú |             |
| Independencia    | Perú | 1926 - 1928 |
| Atlético Chalaco | Perú | 1929 - 1931 |

## Palmarés

### Títulos nacionales
| Título           | Club             | País | Año  |
| ---------------- | ---------------- | ---- | ---- |
| Primera División | Atlético Chalaco | Perú | 1930 |